# Entkohlung
Entkohlung ist ein erzeugter oder ungewollter Prozess, bei dem einer Schmelze, einem Halbzeug oder einem Fertigteil Kohlenstoff teilweise oder vollständig entzogen wird.
Die Affinität von Kohlenstoff zu Sauerstoff, insbesondere bei erhöhten Temperaturen, ist Ursache der Abnahme des Kohlenstoffgehaltes im betrachteten System. Die Entkohlung von Stahlschmelzen wird im Prozess des Frischens durch chemische Reaktionen mit Sauerstoff bzw. in der Sekundärmetallurgie durch eine Vakuumbehandlung (Tiefentkohlung bis 20 ppm) durchgeführt, während bei der Entkohlung von Feststoffen meist nur Randschichten durch Diffusionsprozesse Kohlenstoff verlieren.
Bei allen Werkstoffen, die auf Eisen-Kohlenstoff-Legierungen (z. B. Stahl, Gusseisen, Temperguss) basieren, sind die Prozesse der Entkohlung von Bedeutung für deren mechanische Eigenschaften.
Stahlwerkstoffe werden mittels Wasserstoff/Wasserdampf-Atmosphäre oder mit Wasserdampf angefeuchtetem Ammoniak-Crackgas in langen Glühprozessen entkohlt.
Die Tiefe der Oberflächenzone von Stahlerzeugnissen, der infolge Diffusion Kohlenstoff entzogen wurde, ist die Entkohlungstiefe. Mit metallografischen Methoden vorbereitete Schliffproben sind entsprechend so zu ätzen, dass alle Gefügebestandteile sowie deren Korngrenzen erkennbar sind und man unter dem Mikroskop vom Schliffrand bis zum unveränderten Grundgefüge messen kann. Die Durchführung dieser Prüfung ist dabei in einem
Abbildungsmaßstab 50:1 durchzuführen und mit einem Okularmikrometer auf ±0,02 mm genau zu messen.